# Гошуляк, Виталий Владимирович
Вита́лий Влади́мирович Гошуля́к (род. 5 августа 1956, Каменная Криница, Кировоградская область) — российский учёный-правовед, специалист в области конституционного права, доктор юридических наук, доктор исторических наук, профессор. Директор Юридического института Пензенского государственного университета (с 2019). Заслуженный юрист Пензенской области (2021).
Руководитель научно-педагогической школы «Теоретико-правовые проблемы конституционного и уставного законодательства субъектов Российской Федерации» ПГУ (с 2000 года).

## Биография
Родился 5 августа 1956 года в селе Каменная Криница, Кировоградской области УССР.

### Научная карьера
В 1978 году закончил исторический факультет Одесского государственного университета.
В период с 1980 по 1984 гг. обучался в заочной аспирантуре Одесского государственного университета. Под научным руководством профессора Д. С. Шелеста защитил кандидатскую диссертацию на тему «Привлечение трудящихся к совершенствованию советского законодательства и укреплению правопорядка (1971—1980)» и получил степень кандидата исторических наук.
С мая 1980 по декабрь 1997 г. проходил военную службу на различных должностях, которую завершил в звании полковника. Последняя должность — начальник кафедры гуманитарных и социально-экономических наук Пензенского артиллерийского инженерного института.
В ноябре 1991 года в Уральском государственном университете защитил диссертацию на соискание ученой степени доктора исторических наук на тему «Оборонно-массовая работа в СССР в годы довоенных пятилеток. 1929-ноябрь 1941 гг.».
В декабре 1992 г. присвоено ученое звание профессора.
С 1994 года — действительный член Академии социальных наук.
В 1999 году окончил юридический факультет Пензенского государственного педагогического университета им. В. Г. Белинского.
В апреле 2000 г. в Московской государственной юридической академии под руководством члена-корреспондента РАН Д. А. Керимова защитил вторую докторскую диссертацию на тему «Теоретико-правовые проблемы конституционного и уставного законодательства субъектов Российской Федерации» и получил степень доктора юридических наук.
Является организатором и руководителем научно-педагогической школы «Теоретико-правовые проблемы конституционного и уставного законодательства субъектов Российской Федерации» ПГУ (с 2000 года).
С 1997 по 2004 гг. — декан исторического факультета, с 2004 по 2006 гг. — директор Института истории и права ПГПУ им. В. Г. Белинского.
С 2006 по 2019 гг. — декан юридического факультета, а с 2019 по настоящее время является директором Юридического института ПГУ.
В 2006 году стал дипломантом высшей юридической награды России — премии «Фемида».

## Научные публикации
Является автором большого количества монографий и учебников по конституционному праву и уставному законодательству субъектов Российской Федерации, создатель учебного пособия «Устав и уставное законодательство Пензенской области» (2009).
Автор более 250 научных публикаций: в ведущих научных рецензируемых журналах, индексируемых в БД Scopus и WoS, включённых в Перечень Высшей аттестационной комиссии (ВАК) при Министерстве науки и высшего образования Российской Федерации, учебных и учебно-методических пособий, монографий (в том числе коллективных).
Некоторые труды:
- Гошуляк В. В. Конституционное и уставное законодательство субъектов Российской Федерации. М.: Норма, 1999.

- Гошуляк В. В. Конституционно-правовые основы современного российского федерализма. М.: РАСН, 1999.

- Гошуляк В. В. Теоретико-правовые проблемы конституционного и уставного законодательства субъектов Российской Федерации. М.: Янус-К, 2000.

- Гошуляк В. В. Государственная власть субъектов Российской Федерации. М.: Янус-К, 2001.

- Гошуляк В. В. Конституционное правосудие в субъектах Российской Федерации. М.: Альфа-М, 2006.

- Гошуляк В. В., Артемова Д. И., Стульникова О. В. Устав и уставное законодательство Пензенской области. Пенза: Изд-во ПГУ, 2012.

## Награды
- Почётный работник высшего профессионального образования Российской Федерации (2011);
- Медаль «За вклад в реализацию государственной политики в области образования» (2022);
- Почётный знак Губернатора Пензенской области «Во славу земли Пензенской» (2022);
- Почётное звание «Заслуженный юрист Пензенской области» (2021)[8][9];
- Благодарность Губернатора Пензенской области (2021)[10];
- Почётная грамота Законодательного собрания Пензенской области (2016);
- Памятный знак «За заслуги в развитии города Пензы» (2016)[11].